# تاريخ سياسة ألمانيا الخارجية
يغطي تاريخ السياسة الخارجية الألمانية التطورات الدبلوماسية والتاريخ الدولي منذ عام 1871.
قبل عام 1871، كانت بروسيا العامل المهيمن في الشؤون الألمانية، ولكن كان هناك العديد من الولايات الأصغر. حُسمت مسألة استبعاد نفوذ النمسا أو ضمه بانتصار بروسيا في الحرب النمساوية البروسية في عام 1866. أصبح توحيد ألمانيا ممكنًا في الحرب الفرنسية البروسية في الفترة ما بين 1870-1871، إذ انضمت الولايات الأصغر لدعم بروسيا في تحقيق الانتصار الساحق على فرنسا. وحّد أوتو فون بسمارك الإمبراطورية الألمانية في عام 1871، وهيمن على ألمانيا وعلى كل التاريخ الدبلوماسي الأوروبي حتى أُجبر على الاستقالة في عام 1890.
سرعان ما أصبحت الإمبراطورية الألمانية الجديدة القوة الدبلوماسية والسياسية والعسكرية والاقتصادية المهيمنة في أوروبا، على الرغم من أن عدد سكانها لم يكن كبيرًا بقدر عدد سكان روسيا. ظلّت بريطانيا العظمى مهيمنة على العالم في الشؤون البحرية والتجارة الدولية والمالية. حاول الألمان اللحاق بالركب في بناء الإمبراطورية، لكنهم شعروا بعقدة الدونيّة.
شعر بسمارك بحاجة ماسّة لإبقاء فرنسا معزولة، خشية أن تحبِط رغبتُها في الانتقام أهدافَه التي كانت بعد عام 1871 تحقيق السلام والاستقرار الأوروبي. عندما أزاح القيصر فيلهلم بسمارك في عام 1890، اضطربت السياسة الخارجية الألمانية وانعزلت على نحو متزايد، مع وجود الإمبراطورية النمساوية المجرية وحدها حليفًا وشريكًا جديًّا.
خلال أزمة يوليو، لعبت ألمانيا دورًا رئيسًا في إشعال الحرب العالمية الأولى في عام 1914. هزم الحلفاء ألمانيا في عام 1918. كانت معاهدة فرساي للسلام عقابًا شديدًا بالنسبة لألمانيا.
بحلول منتصف عشرينيات القرن العشرين، استعادت ألمانيا دورها بصفتها قوة عظمى إلى حد كبير بفضل دبلوماسيتها الفطنة، واستعداد البريطانيين والأمريكيين للتسوية، والمساعدة المالية من نيويورك. دخلت السياسة الألمانية الداخلية في حالة من الاضطراب بعد عام 1929 وتأثير الكساد الكبير، ما أدى إلى هيمنة أدولف هتلر والنازيين في عام 1933. أدخل النازيون سياسة خارجية عدوانية للغاية بالتحالف مع إيطاليا واليابان. حاول البريطانيون والفرنسيون تهدئة الأمور عام 1938، ما أثار حماس هتلر للسيطرة على المزيد من الأراضي، لا سيّما في الشرق. كان لألمانيا النازية -دون منازع- دور حاسم في إشعال الحرب العالمية الثانية عام 1939.
منذ عام 1945، تعافت ألمانيا من الدمار الهائل الذي شهدته في فترة الحرب لتصبح مرة أخرى أغنى وأقوى دولة في أوروبا، ولكنها هذه المرة انخرطت بالكامل في الشؤون الأوروبية. تجسّد الصراع الرئيس فيها بين ألمانيا الغربية وألمانيا الشرقية، إذ كانت ألمانيا الشرقية دولة عميلة للاتحاد السوفيتي حتى انهيار الاتحاد السوفيتي. منذ سبعينيات القرن العشرين، سعت ألمانيا (الغربية) أيضًا إلى لعب دور أكثر أهمية دوليًا مرة أخرى.

## 1871–1919

### الدور العسكري في قرارات السياسة الخارجية للإمبراطورية الألمانية
بعد إنشاء الإمبراطورية الألمانية في عام 1871، تولّت الحكومة الإمبراطورية العلاقاتِ الدبلوماسية، بدلًا من الحكومات ذات المستوى الأدنى مثل الحكومة البروسية أو الحكومة البافارية. حتى عام 1914، هيمن المستشار إجمالًا على قرارات السياسة الخارجية، بدعم من وزير خارجيته. كان الجيش الألماني القوي مسؤولًا أمام الإمبراطور بشكل منفصل، ولعب دورًا رئيسًا بتزايد في صياغة السياسة الخارجية عندما كانت التحالفات العسكرية أو الحرب موضع خلاف.
من الناحية الدبلوماسية، استخدمت ألمانيا النظام البروسي للملحقين العسكريين التابعين للمواقع الدبلوماسية، مع تعيين ضباط شباب يتمتعون بمهارات عالية لتقييم نقاط القوة والضعف والقدرات العسكرية للدول المحددة لهم. استخدم هؤلاء الضباط المراقبة الدقيقة والمحادثات والعملاء المأجورين لإنجاز تقارير عالية الجودة تعطي ميزة كبيرة للمخطّطين العسكريين.
تعاظمت قوة الأركان العسكرية بتزايد، ما أدى إلى تقليص دور وزير الحرب وفرض نفسها بشكل متزايد في قرارات السياسة الخارجية. تكدّر أوتو فون بسمارك، المستشار الإمبراطوري -من 1871 إلى 1890- من التدخل العسكري في شؤون السياسة الخارجية. على سبيل المثال، في عام 1887، حاولت القوات المسلحة إقناع الإمبراطور بإعلان الحرب على روسيا، وشجّعت النمسا أيضًا على مهاجمة روسيا. لم يردع بسمارك الجيش أبدًا، لكنه تذمّر بشدة، فأوقف القادة العسكريون تدخلّهم. في عام 1905، عندما كانت القضية المغربية تعكّر صفو السياسة الدولية، دعا رئيس أركان حرب ألمانيا ألفريد فون شليفن إلى شنّ حرب وقائية ضد فرنسا. عند نقطة حرجة من أزمة يوليو 1914، نصح رئيس الأركان هيلموت فون مولتكه -دون إخبار الإمبراطور أو المستشار- نظيره في النمسا بالتعبئة ضد روسيا في الوقت ذاته. خلال الحرب العالمية الأولى، وضع المارشال باول فون هيندنبرغ والجنرال إريش لودندورف السياسة الخارجية تدريجيًا، إذ عملا مباشرة مع الإمبراطور -وصاغا بالفعل عملية صنع القرار- دون إخبار المستشار والمسؤولين المدنيين. يقول المؤرخ غوردون أ. كرايغ إن القرارات الحاسمة لخوض الحرب في عام 1914 «اتخذها الجنود، وفي اتخاذهم لها أظهروا تجاهلًا شبه كامل للاعتبارات السياسية».

### بسمارك
كانت سياسة بسمارك الخارجية بعد عام 1871 موجهة نحو السلام. كانت ألمانيا راضية، إذ حظيت بكل ما تريد ليكون هدفها الرئيس هو السلام والاستقرار. ومع ذلك، أصبحت العلاقات السلمية مع فرنسا مستحيلة في عام 1871 عندما ضمّت ألمانيا أراضي الألزاس واللورين. طالب الرأي العام بإهانة فرنسا، وأراد الجيش الحصول على حدوده المحصّنة. رضخ بسمارك لذلك على مضض، فالفرنسيون لن ينسوا أو يسامحوا أبدًا -حسب تقديره- ومن الممكن أيضًا أن يستردوا المقاطعات. (كان هذا الافتراض خاطئًا، إذ هدأ الفرنسيون بعد نحو خمس سنوات واعتبروها مسألة بسيطة). وقعت السياسة الخارجية لألمانيا في فخ لا مخرج منه. «عند استعادة الأحداث الماضية، من السهل أن نرى أن ضمّ الألزاس واللورين كان خطأً مأساويًا». حالما جرت عملية الضمّ، كانت السياسة المنطقية الوحيدة هي محاولة عزل فرنسا كي لا تحظى بحليف قوي. لكن فرنسا عقّدت خطط برلين عندما أصبحت صديقة مع روسيا. في عام 1905، فشلت خطة ألمانية لإقامة تحالف مع روسيا؛ لأن روسيا كانت مقرّبة جدًا من فرنسا.
في عام 1872، وقّعت كل من روسيا والنمسا وألمانيا على تحالف الأباطرة الثلاثة. ونص التحالف على أن الجمهوريانية والاشتراكية عدوان مشتركان وأن القوى الثلاث ستناقش جميع المسائل التي تتعلق بالسياسة الخارجية. كان بسمارك بحاجة إلى علاقات جيدة مع روسيا من أجل الحفاظ على عزلة فرنسا. في الفترة 1877-1878، خاضت روسيا حربًا منتصرة مع الإمبراطورية العثمانية، وحاولت فرض معاهدة سان ستيفانو عليها. أزعج هذا البريطانيين على وجه الخصوص؛ لأنهم كانوا مهتمين منذ زمن طويل بالحفاظ على الإمبراطورية العثمانية ومنع روسيا من الاستيلاء على مضيق البوسفور. استضافت ألمانيا مؤتمر برلين (1878)، حيث جرى الاتفاق على تسوية سلمية أكثر اعتدالًا. لم يكن لألمانيا أي مصلحة مباشرة في منطقة البلقان التي كانت إلى حد كبير مجال نفوذ روسي ونمساوي، على الرغم من أن ملك رومانيا كارول كان أميرًا ألمانيًا.
في عام 1879، شكّل بسمارك تحالفًا مزدوجًا بين ألمانيا والإمبراطورية النمساوية المجرية، بهدف المساعدة العسكرية المتبادلة في حال وقوع هجوم من قبل روسيا التي لم تكن راضية عن الاتفاق الذي تم التوصل إليه في مؤتمر برلين. دفع التحالفُ المزدوج روسيا إلى اتخاذ موقف توفيقي، وفي عام 1887، وقّعت ألمانيا وروسيا معاهدة إعادة التأمين: وفيها اتفقت الدولتان على الدعم العسكري المتبادل في حال قيام فرنسا بمهاجمة ألمانيا، أو في حال وقوع هجوم نمساوي على روسيا. حوّلت روسيا انتباهها شرقًا إلى آسيا، وظلّت غير نشطة إلى حد كبير في السياسة الأوروبية على مدار الأعوام الخمسة والعشرين القادمة. في عام 1882، انضمت إيطاليا إلى التحالف المزدوج لتشكيل حلف ثلاثي. أرادت إيطاليا الدفاع عن مصالحها في شمال أفريقيا ضد سياسة فرنسا الاستعمارية. في مقابل الدعم الألماني والنمساوي، التزمت إيطاليا بمساعدة ألمانيا في حال وقوع هجوم عسكري فرنسي.
لفترة طويلة، رفض بسمارك الانصياع للمطالب الجماهيرية واسعة النطاق في منح ألمانيا «مكانًا رفيعًا» من خلال الاستحواذ على مستعمرات خارجية. في عام 1880، رضخ بسمارك لمطالبهم، وأُنشئ عدد من المستعمرات ما وراء البحار. في أفريقيا، أُنشئت توغو والكاميرون وجنوب غرب إفريقيا الألمانية وشرق إفريقيا الألمانية، في أوقيانوسيا، أُنشئت غينيا الجديدة الألمانية وأرخبيل بسمارك وجزر مارشال. في الواقع، بسمارك هو الذي ساعد في بدء مؤتمر برلين لعام 1885. لقد فعل ذلك من أجل «وضع مبادئ توجيهية دولية في الاستحواذ على الأراضي الإفريقية». كان هذا المؤتمر حافزًا «للتدافع من أجل أفريقيا» و«الإمبريالية الجديدة».